# Объединённая Церковь Христа на Филиппинах
Объединённая Церковь Христа на Филиппинах (таг. Ang Nagkaisang Iglesia ni Cristo sa Pilipinas, илок. Nagkaykaysa nga Iglesia Ni Cristo iti Filipinas) — протестантская деноминация на Филиппинах, образованная в 1948 году в результате объединения Евангелической церкви Филиппин, Филиппинской методистской церкви, Церкви учеников Христа и независимых конгрегаций. 

## История

### Евангелический союз
26 апреля 1901 года пресвитериане, методисты, баптисты, Объединённые братья во Христе и другие протестантские миссионеры создали Евангелический союз для совместной евангелизации Филиппин. К 1905 году к ним присоединились конгрегационалисты и Христианский и миссионерский альянс. Адвентисты и англикане отказались от участия.

### Объединённая евангелическая церковь
В 1929 году пресвитериане, конгрегационалисты и Объединённые братья во Христе объединились в Объединённую евангелическую церковь.

### Филиппинская методистская церковь
В 1933 году группа из 27 священников во главе с Сиприано Наварро вышла из Методистской церкви из-за конфликта с американскими миссионерами, образовав независимую Филиппинскую методистскую церковь.

### Образование UCCP
25 мая 1948 года в Маниле состоялось объединение Объединённой евангелической церкви, Филиппинской методистской церкви, Евангелической церкви Филиппин и других групп. Первым председателем стал епископ Энрике Собрепенья. В 1962 году к церкви присоединились консервативные общины Церкви учеников Христа.

## Деятельность
Церковь сочетает свидетельствование с социальной работой. С 1952 года действует Национальная федерация кредитных союзов. В 1970-х годах сотрудничала с международными организациями «Youth With A Mission» и «Campus Crusade for Christ». Входит в Национальный совет церквей на Филиппинах и Всемирный совет церквей.

## Статистика
По данным 2008 года, насчитывает около 1,5 млн верующих и 2564 прихода. Штаб-квартира расположена в Кесон-Сити, Метро Манила.